# Patio de los Leones
El Patio de los Leones (en árabe: بهو السباع‎) es el patio principal del palacio de los Leones, en el corazón de la Alhambra. Fue encargado por el sultán Muhammad V del Reino nazarí de Granada en el segundo periodo de su reinado (1362-1391). Comenzó su construcción en 1377 y se concluyó trece años después. Su imagen figura en la moneda conmemorativa de 2 euros de España.

## Historia

### Influencias
El Patio de Los Leones, así como otras obras encargadas por Muhammad V, como el Cuarto Dorado, representa el apogeo del arte nazarí, con influencias islámicas y cristianas. 
Durante el período en que Muhammad V estuvo exiliado, destronado por su medio hermano, Abu-l Walid Ismail, descubrió obras que le influenciarían. En Fes vio la mezquita de la Universidad de Qarawiyyin, construida por arquitectos andalusíes almorávides, con espléndidas decoraciones de mocárabes, presentes en Al-Ándalus, así como las ruinas de la ciudad romana de Volubilis, que le permitieron examinar los órdenes clásicos, la ornamentación romana y, sobre todo, el impluvium. Aunque lo que más le marcaría sería el Real Alcázar de Sevilla, obra mudéjar de artesanos toledanos, sevillanos y granadinos, del rey Pedro I de Castilla, aliado y amigo personal, quien le ayudó a recuperar el trono y derrotar a los usurpadores. Este palacio le asombra, especialmente la estructura del Patio de las Doncellas, que más tarde repetirá. Pero sin embargo, este patio presenta unos pabellones en los lados menores, cubiertos por techos a cuatro aguas de gran altura y con una cúpula en su interior.

### Intervenciones
En el siglo XVII se reconstruyeron los tejados de los pabellones con menor pendiente "para evitar la caída de las tejas", lo que obligó a elevar un muro para subir ese tejado y acomodar la cúpula interior, demasiado alta. En 1886 Rafael Contreras sustituye el tejado y muro del pabellón este por una cúpula de influencias persas, que a su vez es derribada por Leopoldo Torres Balbás, para recuperar la imagen original con un tejado a cuatro aguas de gran altura. El tejado y un muro del pabellón oeste fueron derribados y reconstruidos para acometer la restauración de la cúpula interior.

## Descripción

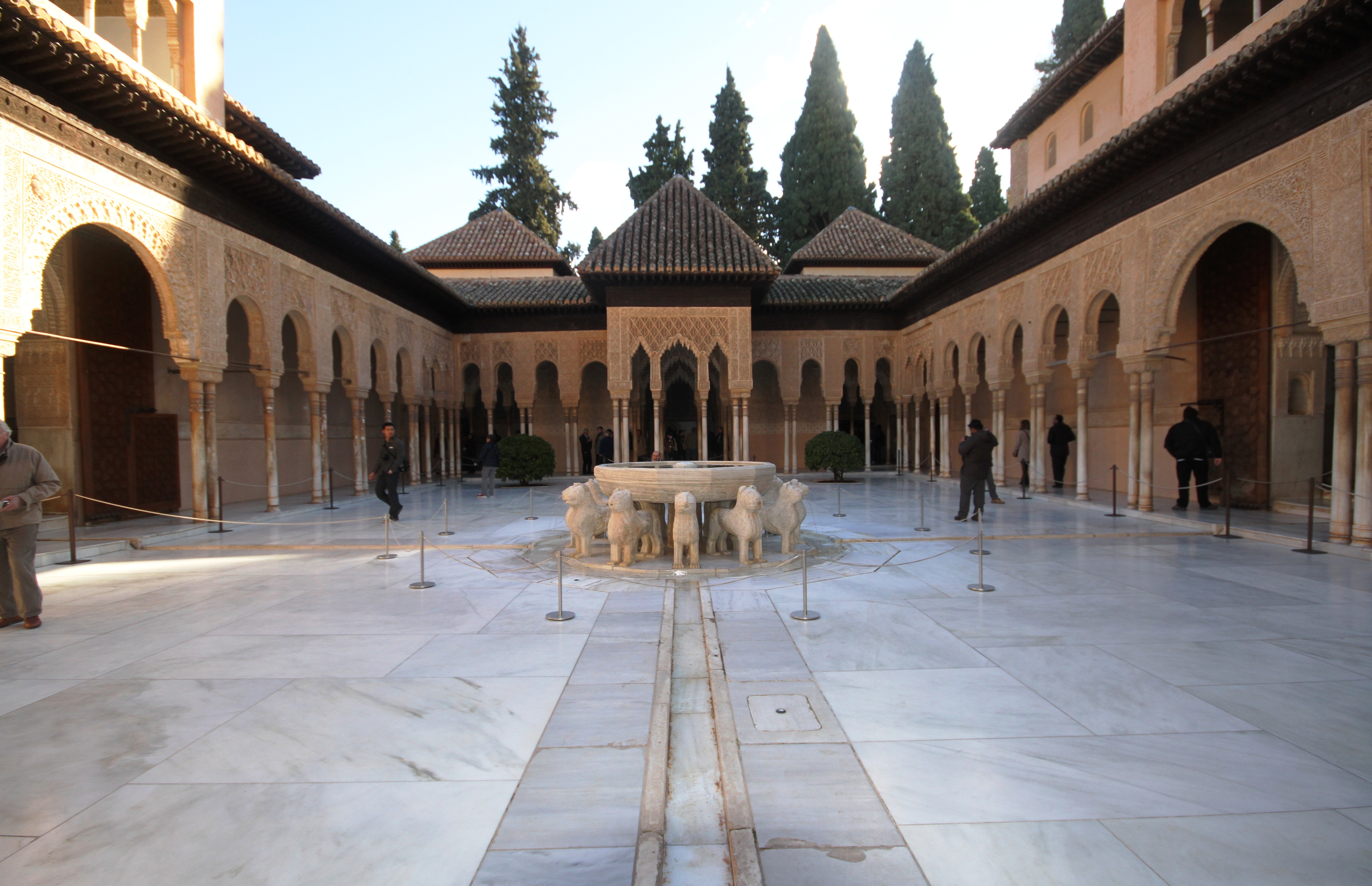
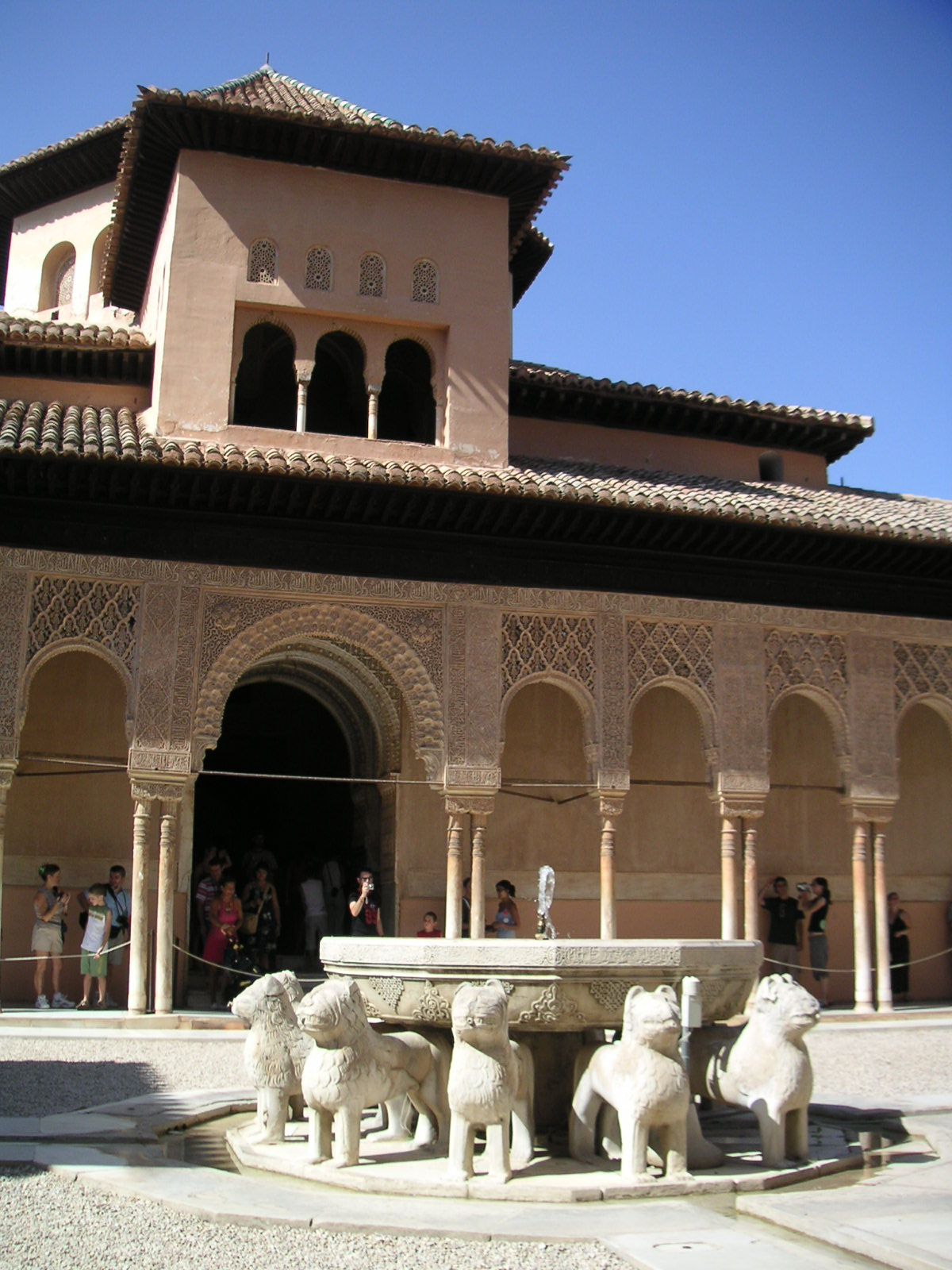
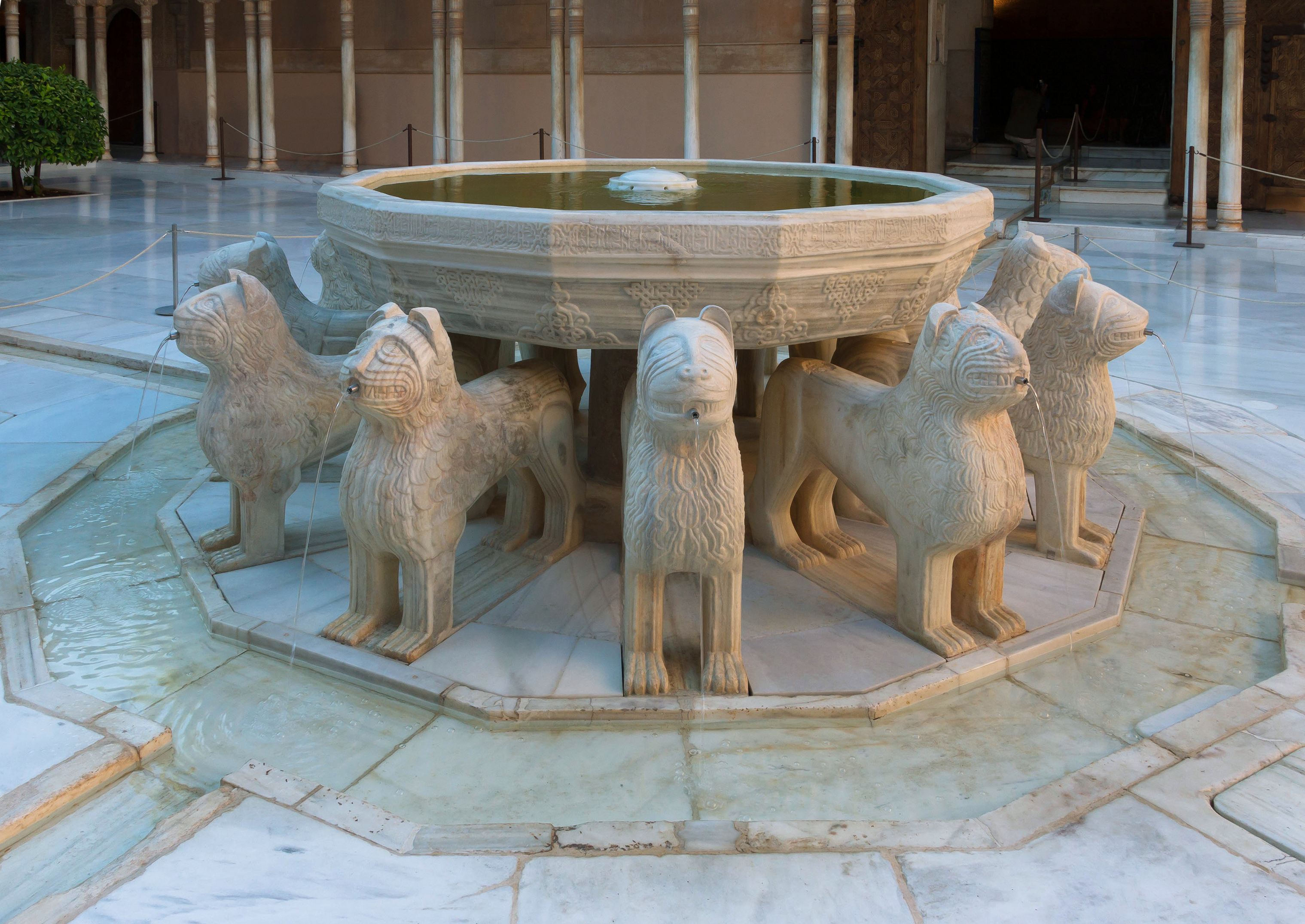
Fuente de los Leones

Los hispanomusulmanes de Granada, antes de llamar al Patio de los Leones Sahan al-Osud, lo hicieron con la denominación de Al-Haram. De planta ligeramente trapezoidal, el lado oriental es mayor que el de poniente (el de la sala de Mocárabes), el largo del conjunto 66,75 m, incluyendo las salas de Mocárabes y Reyes es igual al triple del ancho del Patio en su lado menor o de poniente (22,25 m).
Es de forma oblonga, de 35 m de longitud y 20 m de ancho, rodeado por una galería baja apoyada por 124 columnas de mármol blanco de Macael, que se presentan aisladas y agrupadas en conjunto de dos, tres, y hasta cuatro en las esquinas, sustentando, o bien solo apuntalando, las arcadas de filigrana, siendo simétricos los lados mayores y asimétricos los menores, de los que avanzan sendos pabellones hacia el patio, en cuya intersección de ejes transversales y longitudinal se ubica la fuente con los doce leones que le da nombre.  Los pavimentos son de mármol, mientras que las paredes están cubiertas de azulejos azules y dorados hasta 1,5 metros, con bordes azules esmaltados y dorados. En el centro del patio está la Fuente de los Leones, un cuenco de alabastro apoyado por las figuras de doce leones del mismo mármol blanco de Macael. Las columnas se unen con paños calados que dejan pasar la luz. Fustes cilíndricos muy delgados, anillos en la parte superior, capiteles cúbicos sobre los que corren inscripciones. Las planchas grises de plomo convierten los empujes horizontales en verticales. El alero es obra del siglo XIX. Los pavimentos son de mármol, mientras que las paredes están cubiertas de azulejos azules y dorados hasta 1,5 metros, con bordes azules esmaltados y dorados. En el centro del patio está la Fuente de los Leones. Toda la galería está techada con artesonado de lacería.
Su estructura sigue una influencia directa del Patio de las Doncellas, aunque sus orígenes se remontan al Jardín islámico antiguo, el patio de crucero, dividido en cuatro partes. Cada una de ellas simboliza una de las cuatro partes del mundo, regada por un canal de agua que simboliza los cuatro ríos del Paraíso. Este patio es, por tanto, una materialización arquitectónica de Paraíso, donde los jardines, el agua y las columnas forman una unidad conceptual y física. El esbelto bosque de columnas representa las palmeras de un oasis en el desierto, el Paraíso imaginario nazarí. Esto ha hecho pensar que en la época nazarí el suelo estaba más bajo, con especies vegetales plantadas escogidas para cubrir a los anfitriones de matices de color, creando el efecto visual de un tapiz de flores, con la parte superior de las plantas al mismo nivel del patio.

### Pabellones

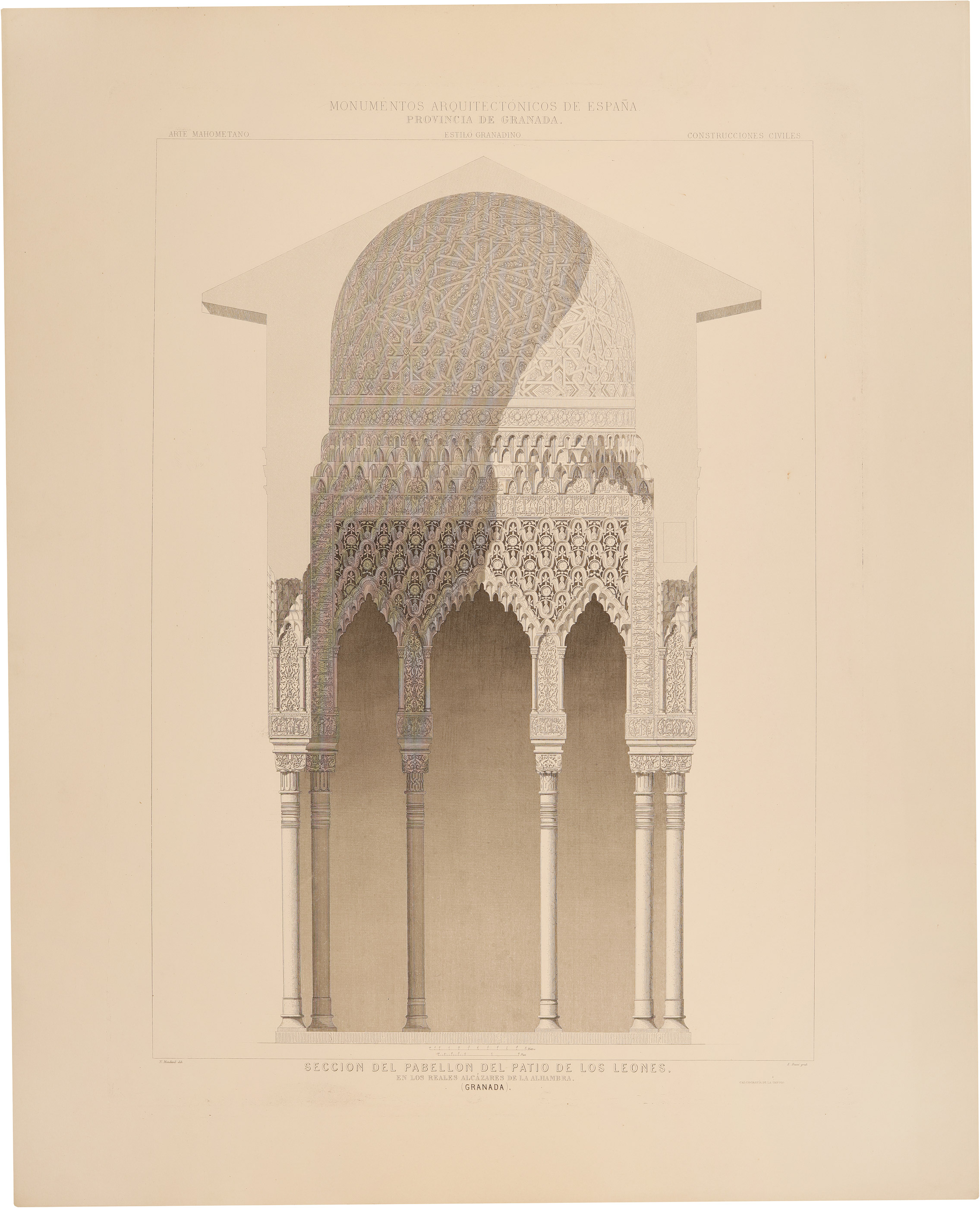
Sección templete oeste
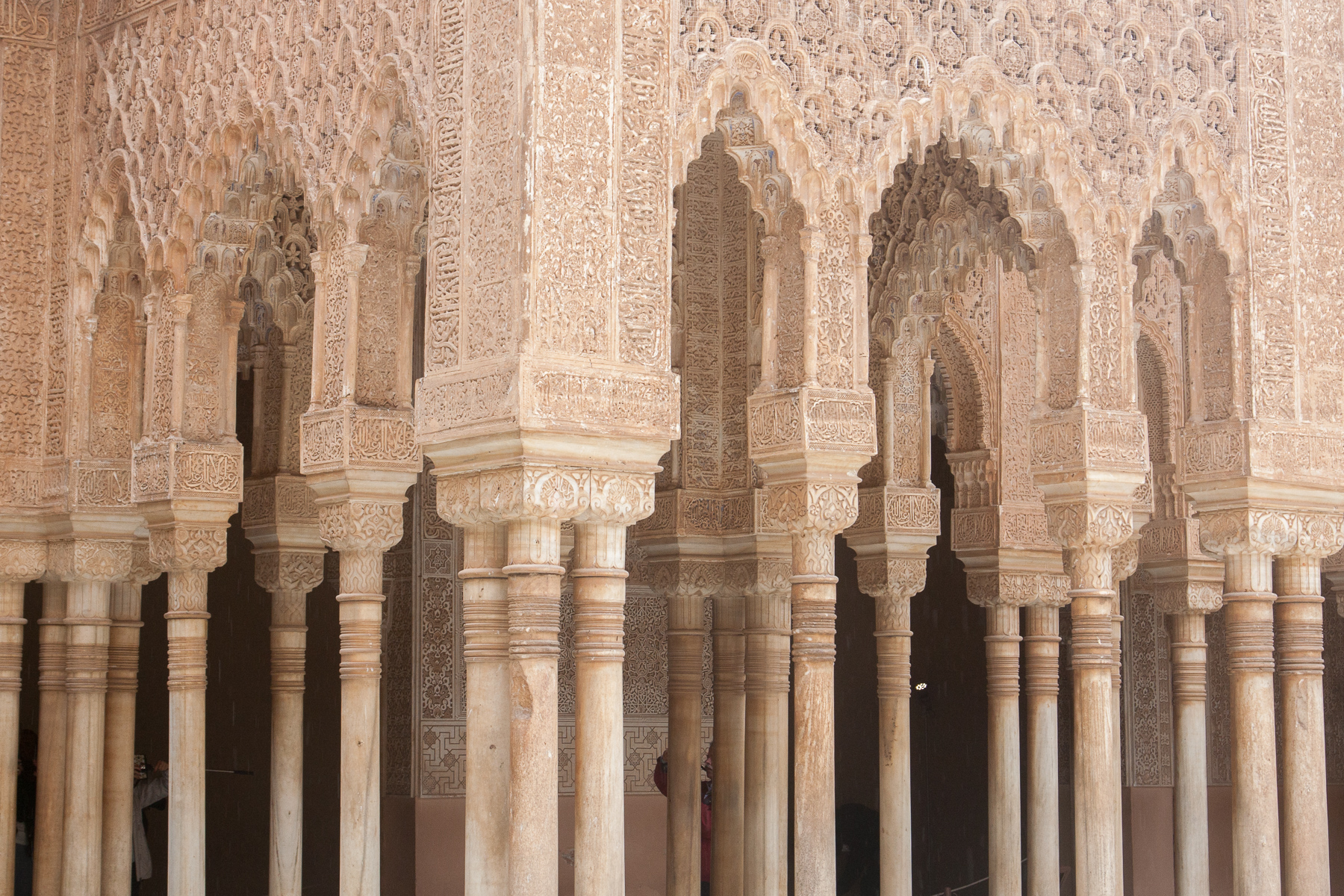
Templete oeste
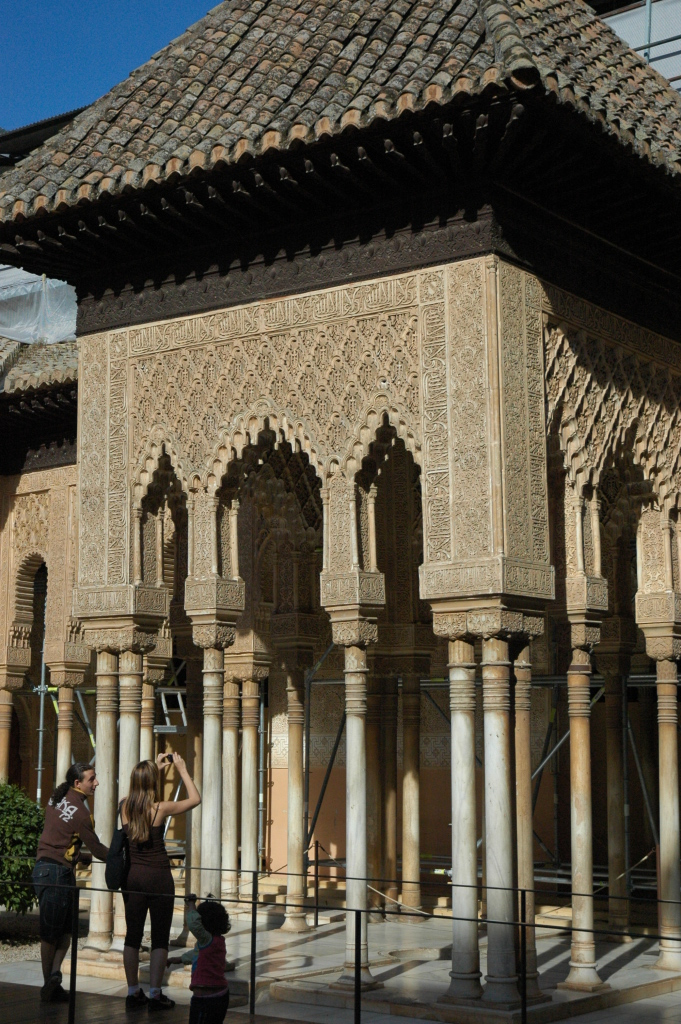
Templete este
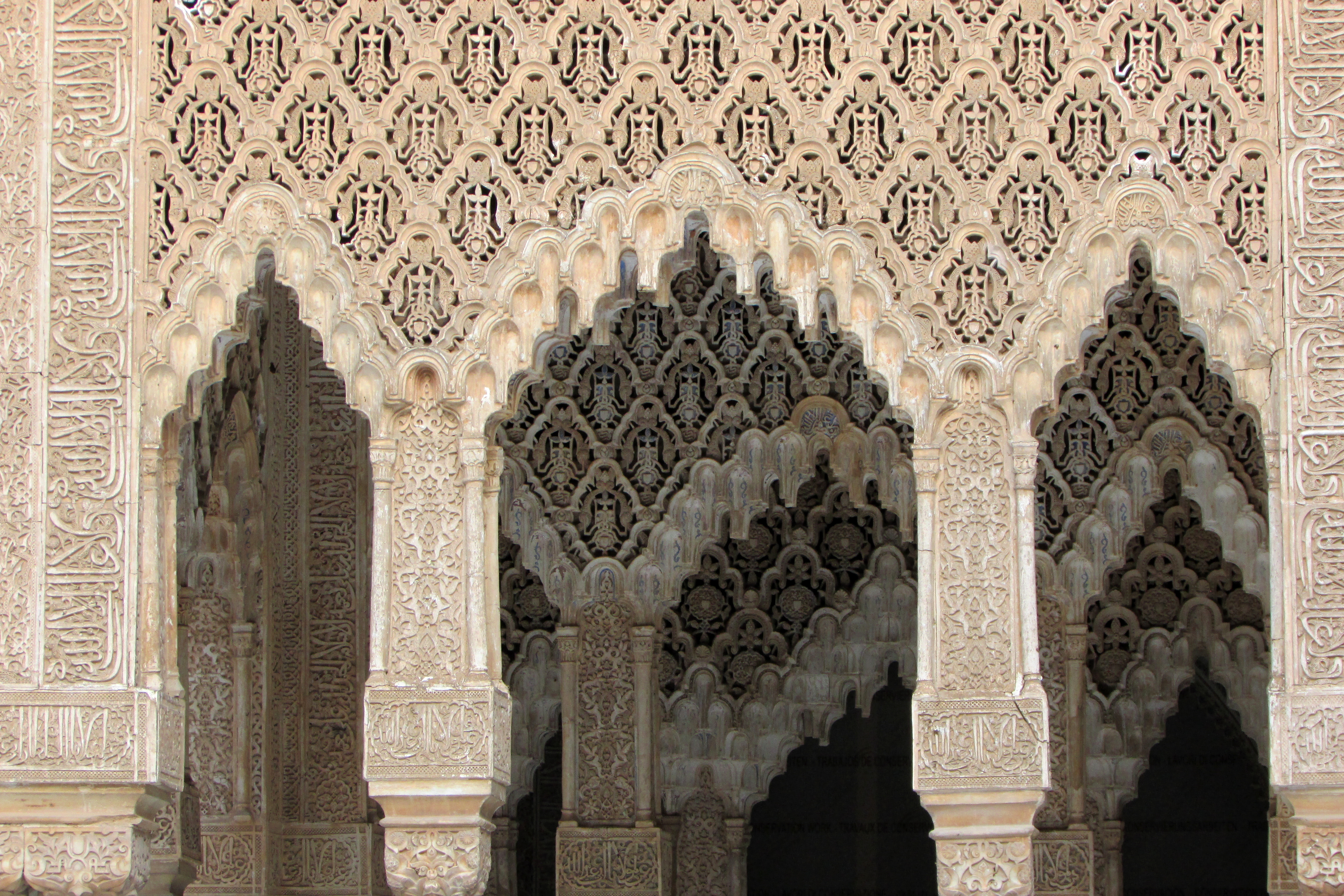
Templete este
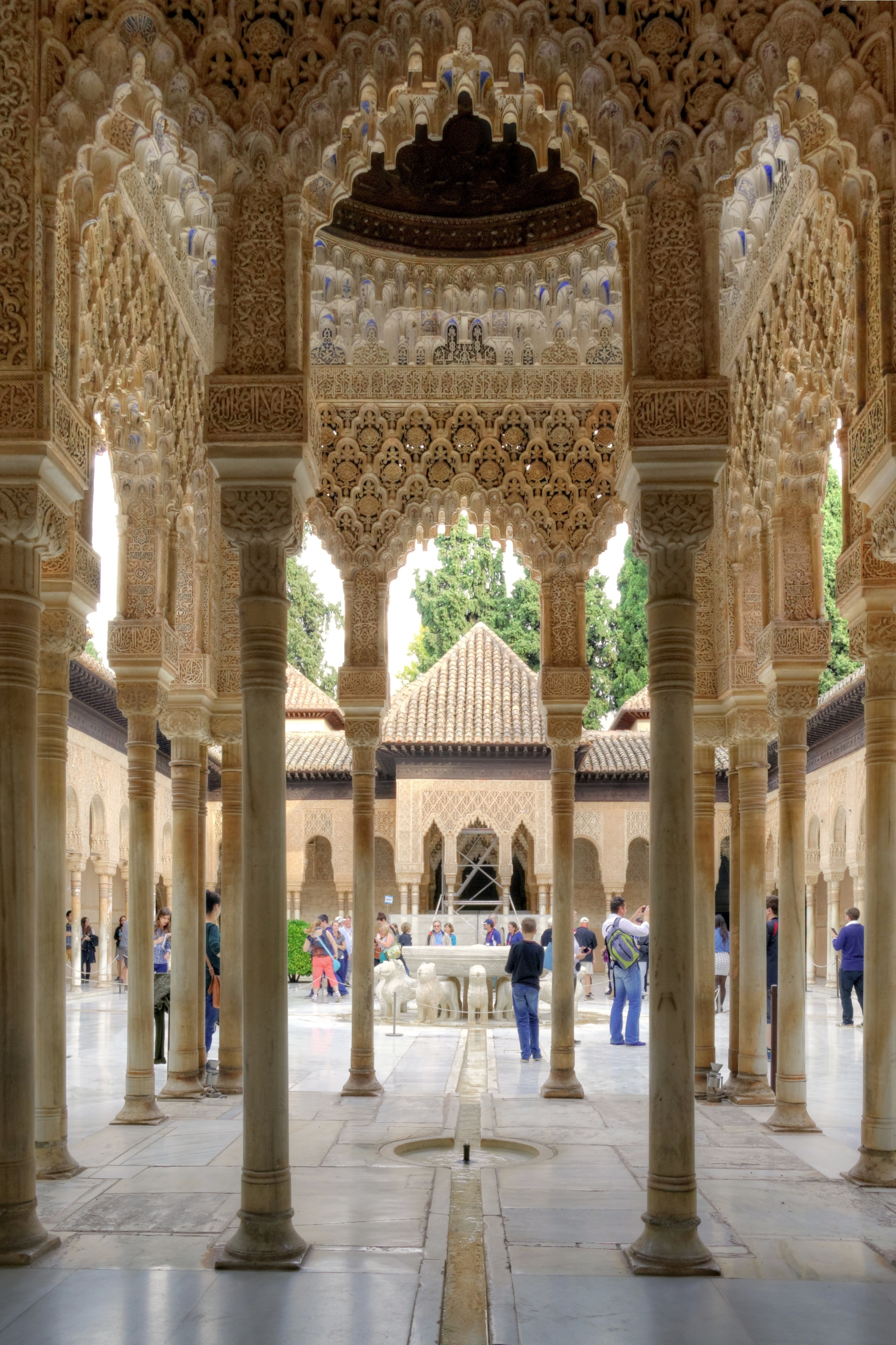
Interior templete oeste
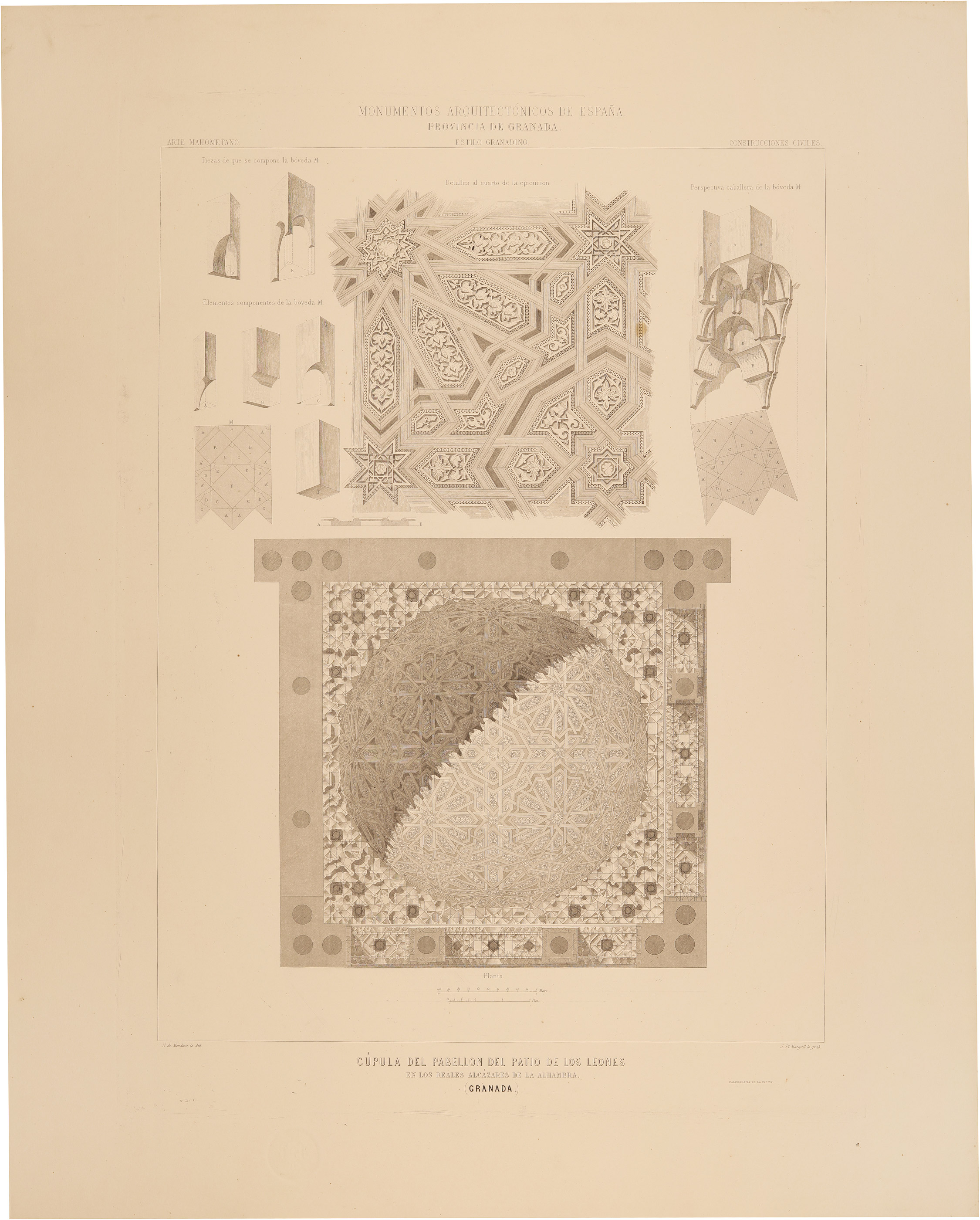
Plano cúpula templete oeste
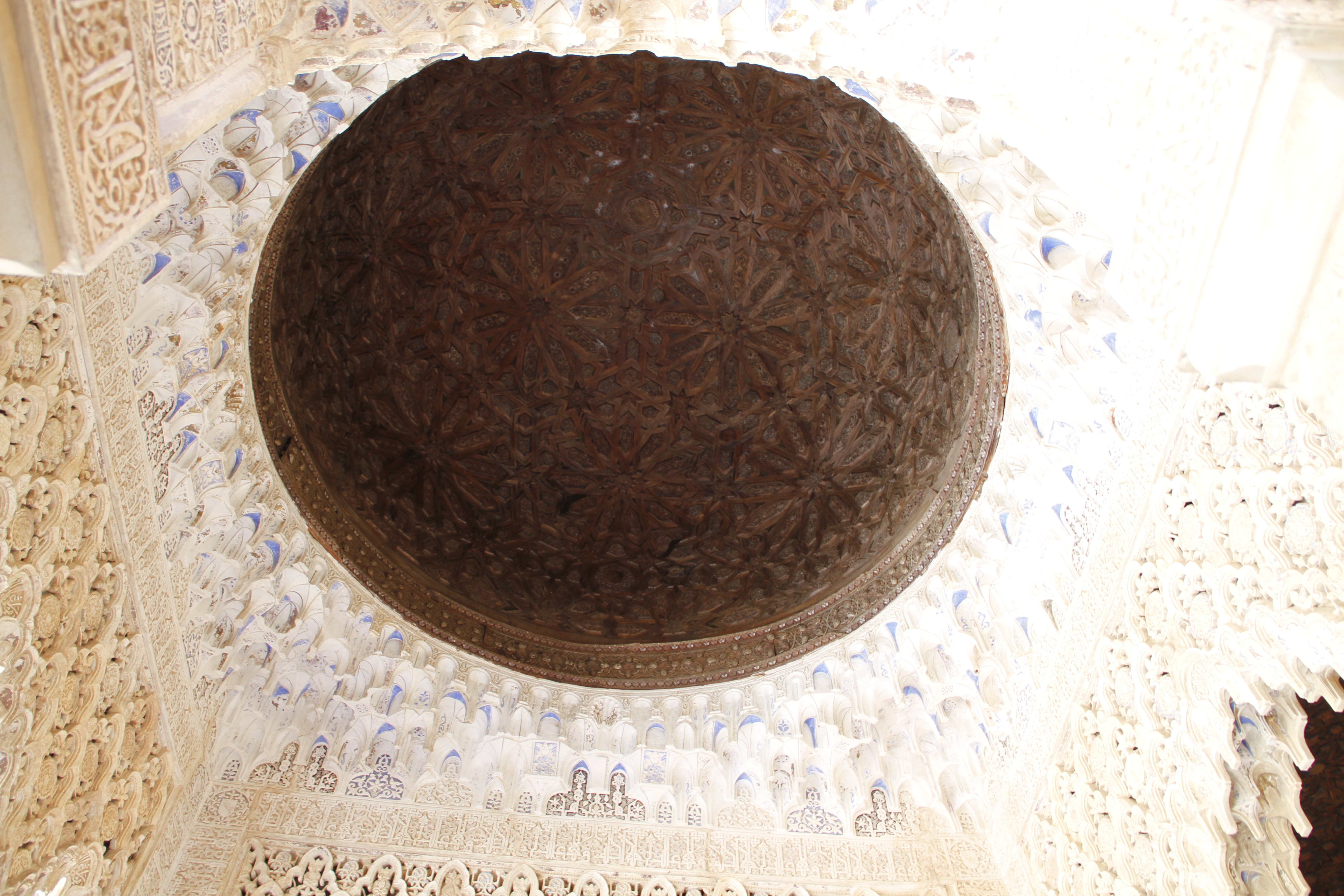
Cúpula templete oeste

Dos templetes avanzan a los dos lados opuestos del patio, este y oeste. Son como un recuerdo de la tienda de campaña de los beduinos. Son de planta cuadrada, decorados con paredes de filigrana y cúpulas de madera que se apoyan en pechinas de mocárabes. Presentan en su interior las dos únicas cúpulas semiesféricas ataurejedas, de piezas de madera, que existen en la tierra.
El este, también llamado de levante u oriente presenta un exterior idéntico a su estado original, mientras el contrario, el oeste, también llamado de poniente u de occidente, presenta un grotesco muro reconstruido en el 2017 en la labor de restauración de la cúpula interior al ser imposible el acceso a este, lo que obligará a derribar el muro en cada intervención que se haga en la cúpula. Este muro moderno sustituye a uno del siglo XVII construido para subir el tejado, salvando al altura de la cúpula interior y permitiendo elevar sobre ella un techo a las cuatro aguas de muy escasa factura también reconstruido.

## Fuente de los Leones
Algunas fuentes aseguran que los leones, del siglo XI, provienen de la casa del visir judío Semuel ibn Nagrella y habrían representado a  las doce tribus de Israel, pues dos de ellos tienen un triángulo en el frente, indicando las tribus de Judá y Leví. Por esta fuente, el visir habría sido acusado de querer construir un palacio más grande que el del rey. No obstante, otros autores afirman que esta versión sería producto de relacionar el poema de Ibn Gabirol con estos leones, nada más que una leyenda más acerca de la Alhambra. Durante la restauración de los leones se habría llegado a la conclusión que éstos eran posteriores, del siglo XIV).
Las estatuas de los leones son muy grandes en comparación con otras esculturas de animales en el arte islámico, aunque existen similares en Medina Azahara y el Grifo de Pisa es más grande.
La fuente fue restaurada in situ, mientras los leones fueron retirados en el 2007 y colocados en julio del 2012 después de que se reconstruyera el sistema hidráulico tradicional.
En el municipio de Macael (Almería), se localiza una copia a tamaño real de la misma, elaborada con el mismo mármol de Macael.

### Poema de Ibn Zamrak
El poeta y ministro Ibn Zamrak escribió un poema para describir la belleza del patio, tallado alrededor del brocal de la taza, un significado lejano encontrado recientemente: "La fuente es el Sultan, el cual empapa con sus gracias todos sus tierras, como el agua empapa los jardines.":

| Versión original وَمَنْحُوتَة مِنْ لُؤْلُؤٍ شَفَّ نُورُهَا تُحَلِّي بِمُرْفَضِّ الجُمَانِ النَّوَاحِيَا بِذَوْبِ لُجَيْنِ سَالَ بَيْنَ جَوَاهِرٍ غَدَا مِثلَهَا في احُٰسْنِ أبْيَضَ صَافِيَا تَشَابه جَارٍ لِلْعُيُونِ بِجَامِدٍ فَلَمْ نَدْرِ أَيَّاً مِنْهُمَا كَانَ جَارِيَا أَلَمْ تَرَ أَنَّ المَاءَ يَجْري بِصَفْحِهَا وَﻻكِنَّهَا سَدَّتْ عَلَيْهِ المَجَارِيَا كَمِثْلِ مُحِبٍّ فَاضَ بِالدَّمْعِ جَفْنُهُ وَغَيَّضَ ذَاكَ الدَّمْعَ إِذْ خَافَ وَاشِيَا | Traducción al español Las ondulaciones argentinas se agregan a él por el rocío silencioso y su plata líquida recorre las margaritas, se derrite, e incluso más pura. Duro y suave están tan cerca, que sería difícil distinguir líquido y sólido, mármol y agua. ¿Cuál está corriendo? ¿No ves cómo el agua desborda los bordes y los desagües advertidos están aquí en contra? Son como el amante que en vano trata de ocultar sus lágrimas a su amada. |

También existe otro poema escrito por el poeta Ibn Gabirol en el siglo XI que describe casi exactamente la fuente.

### Simbología del Patio de los Leones
Entre los elementos más significativos para representar el edén encontramos el agua -elemento de purificación- que estaba presente de forma constante en las estancias árabes. El agua fluía por cuatro arroyos representando los cuatro grandes ríos del paraíso musulmán, dentro de una intencionada proporción matemática que los hace coincidir con los cuatro puntos cardinales.
Estas pequeñas acequias dividirían el mundo a su vez en cuatro partes de acuerdo con la tradición musulmana – que desembocan en la fuente central de los doce leones compuesta de mármol proveniente de Macael (Almería), símbolo de la montaña identificada como el centro del cosmos a la vez que representan el poder divino.